# Tajiquistão nos Jogos Olímpicos de Verão da Juventude de 2010
O Tajiquistão participou dos Jogos Olímpicos de Verão da Juventude de 2010 em Singapura. Sua delegação foi composta por seis atletas que competiram em cinco esportes. O país conquistou duas medalhas, uma de prata e uma de bronze.

## Medalhistas
| Medalha | Nome               | Esporte   | Evento                    | Data         |
| ------- | ------------------ | --------- | ------------------------- | ------------ |
| Prata   | Bakhodur Kadirov   | Luta      | Livre até 63 kg masculino | 17 de agosto |
| Bronze  | Shukrona Sharifova | Taekwondo | Até 44 kg feminino        | 16 de agosto |

## Atletismo
| Evento                         | Atleta            | Qualificação | Qualificação | Final     | Final        |
| Evento                         | Atleta            | Resultado    | Posição      | Resultado | Posição      |
| ------------------------------ | ----------------- | ------------ | ------------ | --------- | ------------ |
| Arremesso de martelo masculino | Abdukodir Barotov | 66,96        | 9º           | 65,92     | 3º (Final B) |
| 200 m masculino                | Davron Atabaev    | 22.61        | 16º (5º q1)  | 22.24     | 2º (Final C) |

## Boxe
| Atleta            | Evento              | Preliminares | Semifinais             | Disputa pelo bronze              | Pos. final |
| ----------------- | ------------------- | ------------ | ---------------------- | -------------------------------- | ---------- |
| Siyovush Zukhurov | Peso pesado (91 kg) | Sem oponente | ITA Fabio Turchi D 0-7 | TUR Umit Can Patir D DSC R1 2:24 | 4º         |

## Lutas
| Atleta           | Evento                    | Preliminares              | Preliminares              | Preliminares             | Preliminares | Disputa pelo bronze          | Pos. final       |
| Atleta           | Evento                    | 1ª rodada                 | 2ª rodada                 | 3ª rodada                | Pos.         | Oponente Resultado           | Pos. final       |
| Atleta           | Evento                    | Oponente Resultado        | Oponente Resultado        | Oponente Resultado       | Pos.         | Oponente Resultado           | Pos. final       |
| ---------------- | ------------------------- | ------------------------- | ------------------------- | ------------------------ | ------------ | ---------------------------- | ---------------- |
| Bakhodur Kadirov | Livre até 63 kg masculino | ALG Mohamed Boudraa V 4-0 | GBS Amadeus Pereira V 3-0 | USA Quinton Murphy V 3-1 | 1º           | RUS Azamatbi Pshnatlov D 0-4 | Medalha de prata |

## Taekwondo
| Evento             | Atleta             | 1ª rodada    | Quartas-de-final    | Semifinais                  | Final       | Pos. final        |
| ------------------ | ------------------ | ------------ | ------------------- | --------------------------- | ----------- | ----------------- |
| Até 44 kg feminino | Shukrona Sharifova | Sem oponente | CHN Li Zhaoyi V 3-1 | UKR Iryna Romoldanova D 0-3 | Não avançou | Medalha de bronze |

## Tiro com arco
| Evento              | Atleta                                    | Qualificatória | Qualificatória | 1ª rodada                                        | Oitavas-de-final   | Quartas-de-final   | Semi-finais        | Final              | Pos. final |
| Evento              | Atleta                                    | Resultado      | Pos.           | Oponente Resultado                               | Oponente Resultado | Oponente Resultado | Oponente Resultado | Oponente Resultado | Pos. final |
| ------------------- | ----------------------------------------- | -------------- | -------------- | ------------------------------------------------ | ------------------ | ------------------ | ------------------ | ------------------ | ---------- |
| Individual feminino | Kristina Zaynutdinova                     | 494            | 30º            | RUS Tatiana Segina D 0-6                         | Não avançou        | Não avançou        | Não avançou        | Não avançou        | 17º        |
| Equipes mistas      | Kristina Zaynutdinova e KOR Park Min-Beom |                |                | SIN Tze Rong Vanessa Loh/ ESP Carlos Rivas D 3-7 | Não avançou        | Não avançou        | Não avançou        | Não avançou        | --         |